# 앤디 사이더리스
앤디 사이더리스(Andy Sidaris, 1931년 2월 20일 ~ 2007년 3월 7일)는 미국의 배우, 각본가, 영화 프로듀서, 영화 감독이다.
시카고에서 태어났으며 베벌리힐스에서 사망하였다. 사인은 식도암이다.

## 영화
- 데이 오브 더 워리어 (1996년)
- 더블 에이전트 (1993년)
- 하드 헌티드 (1992년)
- 살인 게임 (1991년)
- 리오 파괴 작전 (1990년)
- 해변의 음모 (1989년)
- 피카소 트리거 (1988년)
- 하와이 특급 (1987년)
- 말리부 특급 (1985년)
- 2분 경고 (1976년)